# Национални парк
Национални парк је подручје које сачињава већи број природних екосистема, флоре и фауне, али и културно-историјског наслеђа, који заједно чине јединствен, са природом усклађен систем намењен очувању постојећих природних, друштвених и културних вредности. У националном парку су дозвољене све радње и активности које ни на који начин не могу угрозити целовитост живог света, као ни културно-историјско наслеђе. Први национални парк на свету проглашен је 1872. године у САД-у.

## Међународна дефиниција
Према дефиницији Међународне уније за заштите природе (IUCN), да би неко подручје било проглашено за национални парк неопходно је да испуњава следе дефинисане услове:
- да захвата заштићену површину од најмање 1.000 хектара (10 km2)
- да има законски регулисану заштиту
- да има тело које управља парком и буџет из ког се финансира
- да је на територији парка строго забрањена експлоатација природних ресурса

Осим наведеног национални парк се описује као: шире просторно подручје које представља један или више екосистема мало или никако измењен људском делатношћу или настањивањем, коме животињске и биљне врсте, геоморфолошки елементи и биљна и животињска станишта дају посебан научни, образовни и рекреативни значај или у коме постоје природни пејзажи велике лепоте.
На националном нивоу, државе појединачно утврђују шта ће бити дефинисано као национални парк, али се у међународном погледу примењује дата дефиниција и услови, те због тога у појединим држава света неко заштићено подручје није по међународним стандардима национални парк, али јесте према националним. Према категоризацији МУЗП-а, национални парк спада у II категорију (заштићено подручје којим се управља углавном ради заштите екосистема и рекреације).

## Историјат националних паркова
Први национални парк који је проглашен у свету је Јелоустоун у САД-у, заштићен 1872. године. Након Јелоустоуна, широм света долази до експанзије заштите природних подручја, па је 1879. године проглашен Краљевски национални парк у близини Сиднеја, у тадашњој британској колонији Нови Јужни Велс (данашња Аустралија). Канада је свој први национални парк добила 1885. године (Банф), а Нови Зеланд 1887. (Тонгариро).
- Краљевски национални парк
- Национални парк Банф
- Национални парк Тонгариро
- Национални парк Вирунга
- Национални парк Кругер

У Европи су први национални паркови насталу у Шведској 1909. године (укупно девет истовремено проглашених), док је на афричком континенту 1925. проглашен Албертов национални парк, на територији данашњег ДР Конга. Овај парк познат је данас под именом Вирунга. Годину дана касније, 1926, на територији данашње Јужноафричке Републике оформљен је Кругеров национални парк (иако првобитно основан 1898. са другачијим нивоом заштите).

## Национални паркови у Србији
Прво заштићено подручје на простору данашње Србије, које је проглашено за национални парк је Фрушка гора, 1960. године.. Након њега проглашени су Ђердап (1974), Копаоник (1981), Тара (1981) и Шара (1983). У Србији има укупно пет националних паркова и два у поступку заштите (Кучај-Бељаница и Стара планина).
- Национални парк Фрушка гора
- Национални парк Ђердап
- Национални парк Копаоник
- Национални парк Тара
- Национални парк Шар-планина